# Kanton Montreuil-Nord
Kanton Montreuil-Nord (fr. Canton de Montreuil-Nord) je francouzský kanton v departementu Seine-Saint-Denis v regionu Île-de-France. Tvoří ho pouze severní část města Montreuil.